# Карлос Гереда и де Бурбон
Дон Карлос Гереда-и-де Бурбон, маркиз Альмасан (исп. Carlos Gereda y de Borbón; 24 января 1947, Монтевидео — 29 августа 2017, Мадрид) — испанский аристократ, инженер-предприниматель и филантроп.
Младший (третий) сын дона Николаса Гереды (1916—1991) и доньи Марии Луизы де Бурбон-и-Пинто (род. 1918), единственной дочери Альберто Марии де Бурбон-и-д’Аст, 2-го герцога де Санта-Елена (1883—1959). Карлос Гереда-и-де Бурбон является прапраправнуком короля Испании Карла IV.
Карлос Гереда-и-де Бурбон является великим магистром Мальтийского (Испанского) отделения Ордена Святого Лазаря с 12 октября 2008 года, после отречения от должностей двух соперников, герцога Севильского и герцога де Бриссака.

## Ранняя жизнь
Дон Карлос Гереда родился в Уругвае, куда его родители переехали после Гражданской войны в Испании, чтобы управлять имением, которую они унаследовали.
Через своего деда по материнской линии Альберто Мария де Бурбон и д’Аст, 2-го герцога Санта-Елены (1883—1959), Карлос Гереда связан с испанской королевской семьей Бурбонов, будучи шестым кузеном нынешнего короля Испании Филиппа VI.
Дон Карлос провел свое раннее детство в Испании, прежде чем отправился в подготовительную школу Ladycross в графстве Сассекс (Англия). Затем он учился в школе Downside в графстве Сомерсет, затем изучал Промышленную инженерию в Мадридском университете Комплутенсе.
15 февраля 1975 года он женился на Донье Марии-лас-Ньевес Кастельяно и Барон, 15-й маркизе де Альмасан (род. 24 сентября 1947), дочери 4-го маркиза Монтемолина и графини де Трастамара и де Прьего. Родовой титул маркизов де Альмасан был создан в 1575 году королем Испании Филиппом II.

## Карьера
В 1975 году Дон Карлос начал карьеру в бизнесе в качестве коммерческого предпринимателя, его работа предоставила ему возможность путешествовать по миру от Дальнего Востока до Южной Америки и Центральной Европы. Он и его жена жили в Буэнос-Айресе с 1979 по 1986 год, где они по-прежнему работают в нефтяной компании.
Дон Карлос участвовал в создании Музея науки и досуга в Малаге (Испания), с целью его превращения в один из самых важных музеев в Южной Европе.
Умер от рака 29 августа 2017 года.

## Титулы и стили
- 1947 год — 1975 год: Дон Карлос Гереда и де Бурбон
- 1975 год — 2008 год: Дон Карлос Гереда и де Бурбон, маркиз де Альмасан (де-юре, по праву жены)
- с 2008 год: Его Превосходительство Дон Карлос Гереда и де Бурбон, Маркиз де Альмасан, 49-й Великий Магистр Военного и Госпитальеровского ордена Святого Лазаря Иерусалима[6].

## Награды
- Рыцарь Мальтийского ордена
- Кавалер Большого Креста Ордена Карлоса III
- Кавалер Большого Креста Ордена Орла Грузии

## Другое
49-й великий магистр (гроссмейстер) Мальтийского отделения Ордена Святого Лазаря, избранный в 2008 году после торжественной клятвы в присутствии рыцарей и дам Ордена в Манчестерском соборе, Соединённое королевство.